# Ісмаїлова Гульфайрус Мансурівна
Гульфайрус Мансурівна Ісмаїлова (каз. Гүлфайрус Мәнсүрқызы Ысмайылова; нар. 15 грудня 1929 року — пом. 12 травня 2013 року) — радянська і казахська художниця й акторка, заслужений діяч мистецтв Казахської РСР (1965), народна артистка Казахської РСР (1987).

## Біографія
Народилася в 1929 році в Алма-Аті. Справжнє ім'я — Конарбаєва Кульпаш Тансикбаївна. Гульфайрус в ранньому дитинстві удочерив Мансур Ісмаїлов, вона стала старшою з його п'ятьох дітей. У 1949 році закінчила Алматинське художнє училище, де займалася в майстерні народного художника Казахської РСР Абрама Черкаського, в 1956 році — Ленінградський інститут живопису, скульптури і архітектури імені І. Ю. Рєпіна по класу живопису М. П. Бобишева.
Знімалася в кіно.
У 1956—1957 роках викладала в Алматинському художньому училищі. У 1971—1974 роках працювала головним художником Казахського театру опери та балету. Нею створені ескізи декорацій і костюмів опер: «Єр Тарғын» Є. Брусилівського (1967), «Жұмбак қыз» С. Мухамеджанова (1972), «Чіо-Чіо-Сан» Дж. Пуччіні (1972), до балетів «Дорогою дружби» Н. Тлендієва (1957) і «Камар сұлу» В. Веліканова (1958), кінофільму «Киз Жибек» (1969—1971).
З 1957 року — член Спілки художників Казахстану.
На початку 1970-х років стала головним художником Казахського державного театру опери та балету імені Абая.
Померла в 2013 році в Алматі.

## Основні роботи
- вистава «Акбопе» (ТЮГ, 1957),
- балет «Дорога дружби» (1958),
- опера «Єр-Таргын» (1967),
- балет «Кози-Корпеш — Баян-Сулу» (1971—1972),
- опера «Жумбак Киз» (1972),
- опера «Чіо-Чіо-Сан» (1972—1973),
- опера «Алпамис» (1973, 1979),
- опера «Аїда» (1978) та ін.

## Живописні роботи
- «Портрет Народної артистки Казахської РСР Кулі Жиенкуловой» (1958),
- «Портрет Народної артистки Казахської РСР Шолпан Джандарбековой» (1960),
- «Портрет Куляш Байсеитовой» (1962),
- «Портрет Діни Нурпеисовой» (1965),
- триптих «Народна майстриня» (1967),
- казахська вальс
- «Портрет А. Кастеєва» (1967),
- «Портрет М. Ауэзова» (1969),
- «Портрет С. Муканова» (1969),
- «Автопортрет з сім'єю» (1978)

## Ролі в кіно
- 1971 — «Киз Жибек» — Айгоз, мати Жибек
- 1959 — «Одного разу вночі» — Тана
- 1957 — «Ботагоз» — Ботагоз
- 1949 — «Алітет іде в гори» — Тигрена

## Нагороди
- 1958 — Орден «Знак Пошани» (СРСР)
- 1965 — Заслужений діяч мистецтв Казахської РСР[1]
- 1970 — Медаль «На відзначення 100-річчя з дня народження Володимира Ілліча Леніна»
- 1981 — Орден Дружби народів (СРСР)
- 1987 — Медаль «Ветеран праці» (СРСР)
- 1987 — Народний артист Казахської РСР
- 1999 — орден «Парасат» Республіки Казахстан
- 2002 — премія «Тарлан» за внесок у мистецтво
- 2009 — Орден «Достик» І ступеня Республіки Казахстан[4][5]